# Tenggayun
Tenggayun is een bestuurslaag in het regentschap Bengkalis van de provincie Riau, Indonesië. Tenggayun telt 1673 inwoners (volkstelling 2010).